# 8 januari
8 januari is de 8ste dag van het jaar in de gregoriaanse kalender. Hierna volgen nog 357 dagen (358 dagen in een schrikkeljaar) tot het einde van het jaar.

## Gebeurtenissen
- Algemeen
  - 793 - Vikingen plunderen het klooster van Lindisfarne, voor de oostkust van Engeland, ter hoogte van het huidige Berwick-upon-Tweed. Dit is het begin van de viking-plundertochten; kloosters worden door de aanwezige kostbaarheden geliefde doelwitten.
  - 1488 - Keizer Maximiliaan I van Oostenrijk, regent van de Bourgondische gewesten voor zijn minderjarige zoon, vaardigt de Ordonnantie op de Admiraliteit uit, waarin de afzonderlijke oorlogsvloten van de zeegewesten onder één admiraal worden gesteld (voorloper van de Koninklijke Marine).
  - 1697 - In Groot-Brittannië wordt voor het laatst iemand veroordeeld voor godslastering (blasfemie). Het is de twintigjarige student Thomas Aikenhead.[1]
  - 1989 - Nabij het Britse plaatsje Kegworth stort een Britse Boeing 737 neer op de autoweg M1. 47 mensen komen om bij de crash.[2] (Lees verder)
  - 2007 - De Europese Unie meldt een groot tekort aan tolken in het Iers-Gaelisch, dat net als het Roemeens en Bulgaars op 1 januari 2007 een officiële werktaal werd.
  - 2011 - De Amerikaanse Democratische afgevaardigde Gabrielle Giffords wordt tijdens een politieke bijeenkomst in Tucson in de staat Arizona in het hoofd geschoten en ligt in kritieke toestand in het ziekenhuis. Zes andere slachtoffers overlijden, waaronder John Roll, een hoge rechter.
  - 2014 - De Boliviaanse president Evo Morales wil als nieuwbakken voorzitter van de Groep van 77 - een losse coalitie van ontwikkelingslanden - het platform gebruiken om cocabladeren, het basisingrediënt van cocaïne, te legaliseren.
  - 2020 - Ukraine International Airlines-vlucht 752 stort neer bij Teheran met 176 mensen aan boord.[3] Dit gebeurt tijdens de nacht van een Iraanse raketaanval op Amerikaanse doelen in Irak. Op 11 januari geeft Iran toe dat het vliegtuig per ongeluk is neergeschoten. Door een menselijke fout was het onjuist geïdentificeerd als een vijandelijk vliegtuig.
  - 2023 - Aanhangers van de voormalig president Jair Bolsonaro voeren in Brasilia een bestorming uit op het Braziliaanse Nationaal Congres, het Federale Hooggerechtshof en het Paleis van Planalto.[4]
- Infrastructuur
  - 1962 - Treinramp bij Harmelen, waarbij 93 doden vallen.[1]
- Kunst en cultuur
  - 1963 - Het schilderij Mona Lisa van Leonardo da Vinci wordt voor het eerst tentoongesteld in de Verenigde Staten. Het is te zien in Washington D.C. in de National Gallery of Art.[1]
- Media
  - 1925 - De eerste officiële voorloper van de Avrobode, de Radio Luistergids, verschijnt.
  - 2018 - Eva Jinek wordt uitgeroepen tot Omroepvrouw van het Jaar.
  - 2023 - RTL 4 zendt de eerste aflevering van het televisieprogramma The Floor uit. De presentatie van de kennisquiz is in handen van Edson da Graça.[5]
  - 2024 - BNNVARA zendt op NPO 2 de eerste aflevering van het televisieprogramma State of Hate uit. De presentatie van de documentairereeks over Amerikaanse haatmisdrijven is in handen van Margriet van der Linden.[6]
- Politiek
  - 1912 - Oprichting van het Afrikaans Nationaal Congres (ANC) in Zuid-Afrika.[1]
  - 1950 - In zijn verblijf aan de Franse Rivièra ontvangt Koning Leopold III van België de minister van Buitenlandse Zaken (Paul van Zeeland) en baron van der Straeten-Waillet om te praten over een mogelijke terugkeer.
  - 1990 - In Sibiu in Roemenië verschijnen de eerste leden van de Securitate, Ceauşescus geheime politie, voor de rechtbank.
  - 1991 - Zeker tienduizend parachutisten van het Sovjet-leger zijn naar de drie Baltische republieken Estland, Letland en Litouwen getransporteerd om op te treden tegen massale ontduiking van de dienstplicht.
  - 1992 - In Kigali protesteren zo'n 30.000 betogers tegen de regering van Rwanda en het eenpartijsysteem.
  - 2019 - De Europese Unie legt Iran sancties op nadat het kabinet-Rutte III het land beschuldigde betrokken te zijn bij twee liquidaties in Nederland op mensen van Iraanse afkomst.
  - 2024 - De Franse premier Élisabeth Borne treedt af op verzoek van president Emmanuel Macron, zo schrijft ze in haar ontslagbrief.[7]
- Religie
  - 1198 - Innocentius III gekozen tot paus.
  - 2024 - De BBC meldt dat uit een twee jaar durend onderzoek is gebleken dat de Nigeriaanse kerkleider T.B. Joshua zich schuldig heeft gemaakt aan onder meer: tientallen gevallen van fysiek geweld tegen volgelingen waaronder misbruik van kinderen, seksueel geweld tegen vrouwen en het meermaals in scène zetten van 'miraculeuze genezingen'.[8]
- Sport
  - 1972 - Zwemster Shane Gould uit Australië brengt in Sydney het wereldrecord op de 100 meter vrije slag op 58,5. De mondiale toptijd was sinds 1964 met 58,9 in handen van haar landgenote Dawn Fraser.
  - 1993 - sc Heerenveen doet bij de politie aangifte van ontvreemding van de middenstip uit het Abe Lenstrastadion. Een plaggensteker heeft centraal op het veld een hap grond van 70 centimeter omtrek en tien centimeter diep uitgespit en meegenomen.
  - 2010 - Twee dagen voor de start van Afrikaans voetbalkampioenschap in Angola plegen rebellen een aanslag op het nationale elftal van Togo, waarbij zij in de noordelijke streek Cabinda met machinegeweren op de spelersbus schieten als deze onderweg is van het trainingskamp in Congo naar Angola. De buschauffeur overlijdt, zes spelers en drie begeleiders raken gewond.
  - 2013 - Het Belgisch-Nederlandse duo Iljo Keisse en Niki Terpstra wint de Zesdaagse van Rotterdam.
  - 2017 - Sven Kramer is voor de negende keer Europees Kampioen allround schaatsen geworden. Jan Blokhuijsen pakt in Thialf het zilver. Bart Swings verovert het brons.
- Wetenschap en technologie
  - 1828 - Ontdekking door Duitse chemici van de chemische stof nicotine die maakt dat roken verslavend is.[9]
  - 1842 - Oprichting in Delft van de Koninklijke Akademie ter opleiding van burgerlijke ingenieurs zoo voor 's lands dienst als voor de nijverheid en van kweekelingen voor den handel, de latere Technische Universiteit Delft.
  - 1889 - Herman Hollerith krijgt octrooi op de tabelleermachine.
  - 1935 - Arthur Cobb Hardy krijgt octrooi op de spectrofotometer.
  - 1973 - De Sovjet-Unie lanceert de onbemande Loena 21 missie naar de maan.[10]
  - 2013 - De planetoïde Apophis scheert langs de Aarde.
  - 2023 - De planetoïde (2) Pallas is in oppositie met de zon.[11]
  - 2023 - Lancering van een Lange Mars 7A raket vanaf lanceerbasis Wenchang in China voor de Shijian 23 missie. Shijian 23 is mogelijk een experimentele communicatiesatelliet.[12]
  - 2024 - Lancering van een Vulcan VC2 raket van United Launch Alliance vanaf Kennedy Space Center Lanceercomplex 41 voor de Peregrine Mission One. Dit is de eerste keer dat de Vulcan draagraket wordt gebruikt. Aan boord zijn de Peregrine maanlander, de eerste commerciële Amerikaanse maanlander die naar de Maan wordt gelanceerd en de eerste Amerikaanse maanlander sinds het Apolloprogramma. Onder de naam Celestis Enterprise Flight zijn ruim 150 monsters van gecremeerde menselijke resten en menselijk DNA aan boord van klanten van het bedrijf Celestis, waaronder Gene Roddenberry, James Doohan, Douglas Trumbull en Nichelle Nichols. De missie is de eerste die wordt uitgevoerd onder het CLPS programma van NASA.[13][14]

## Geboren

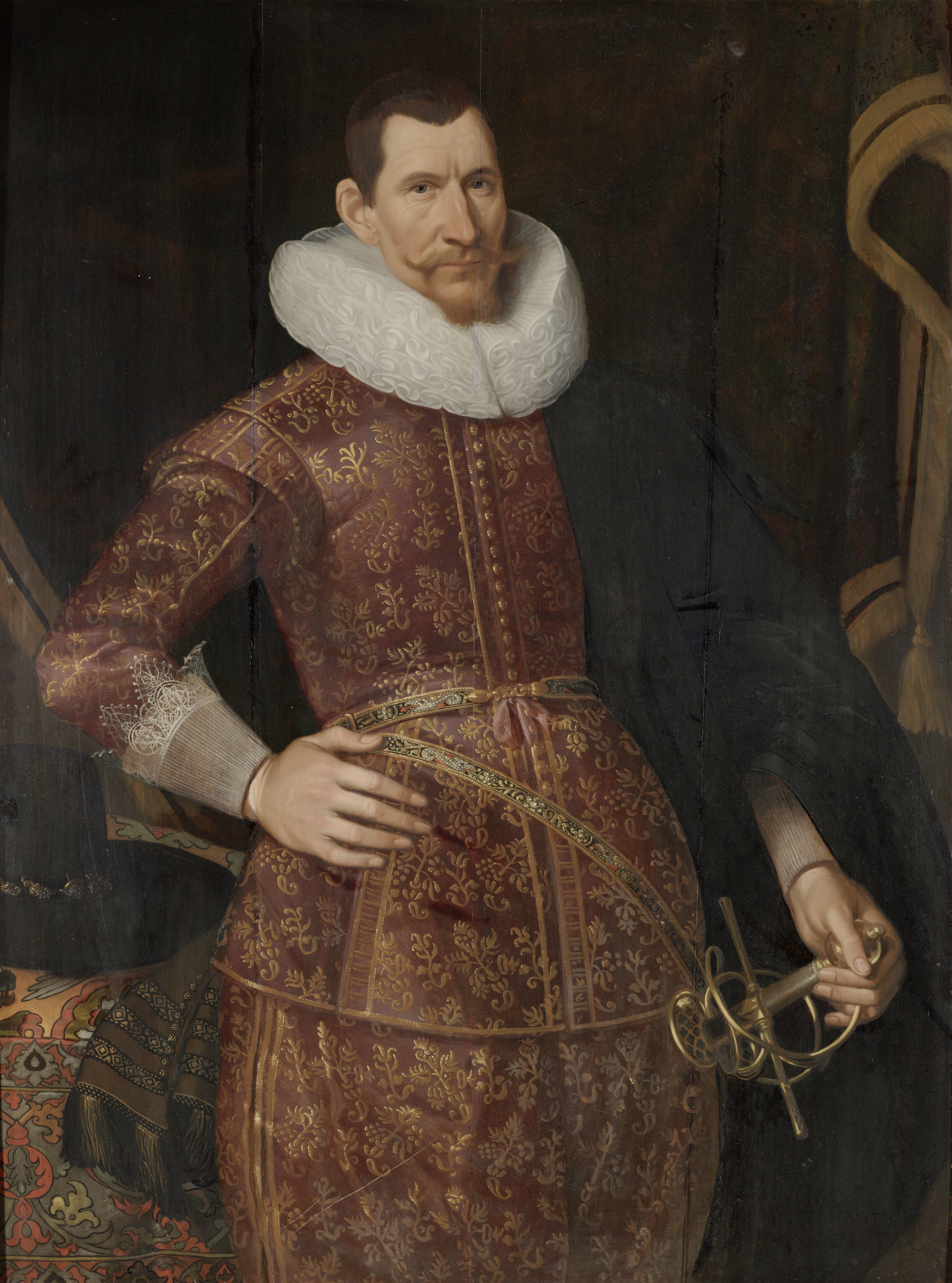
Jan Pieterszoon Coen,
geboren in 1587

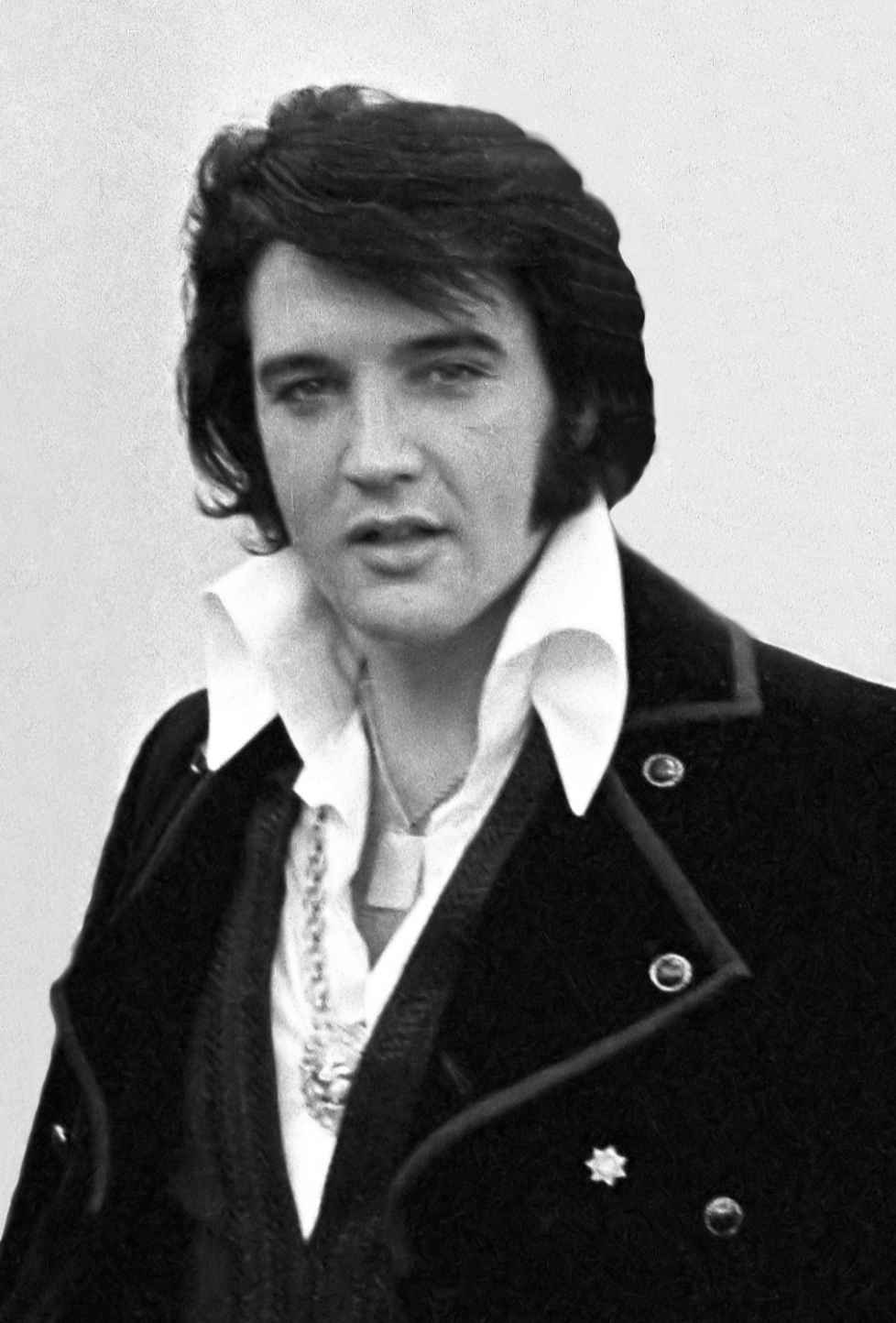
Elvis Presley,
geboren in 1935

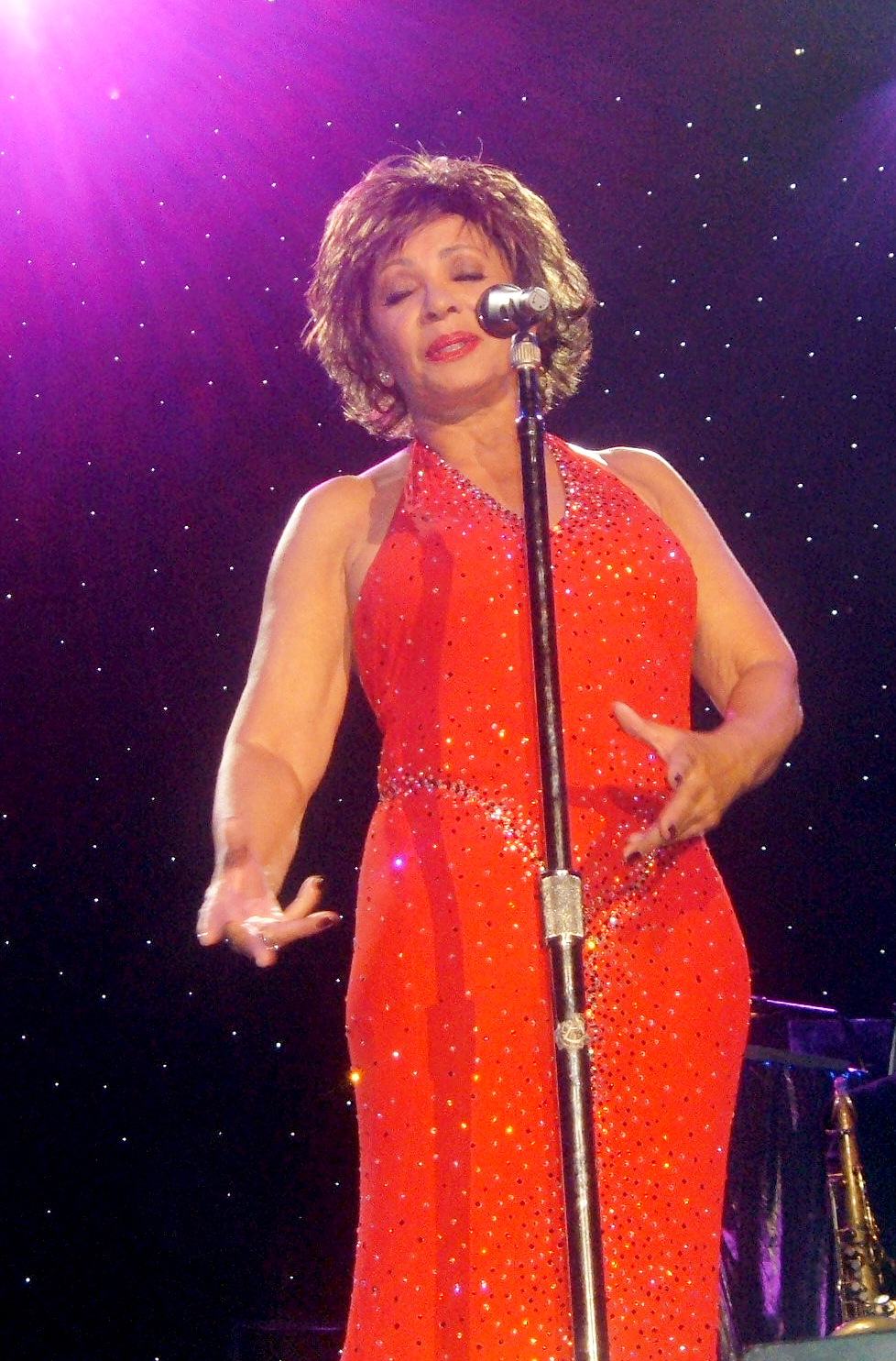
Shirley Bassey,
geboren in 1937

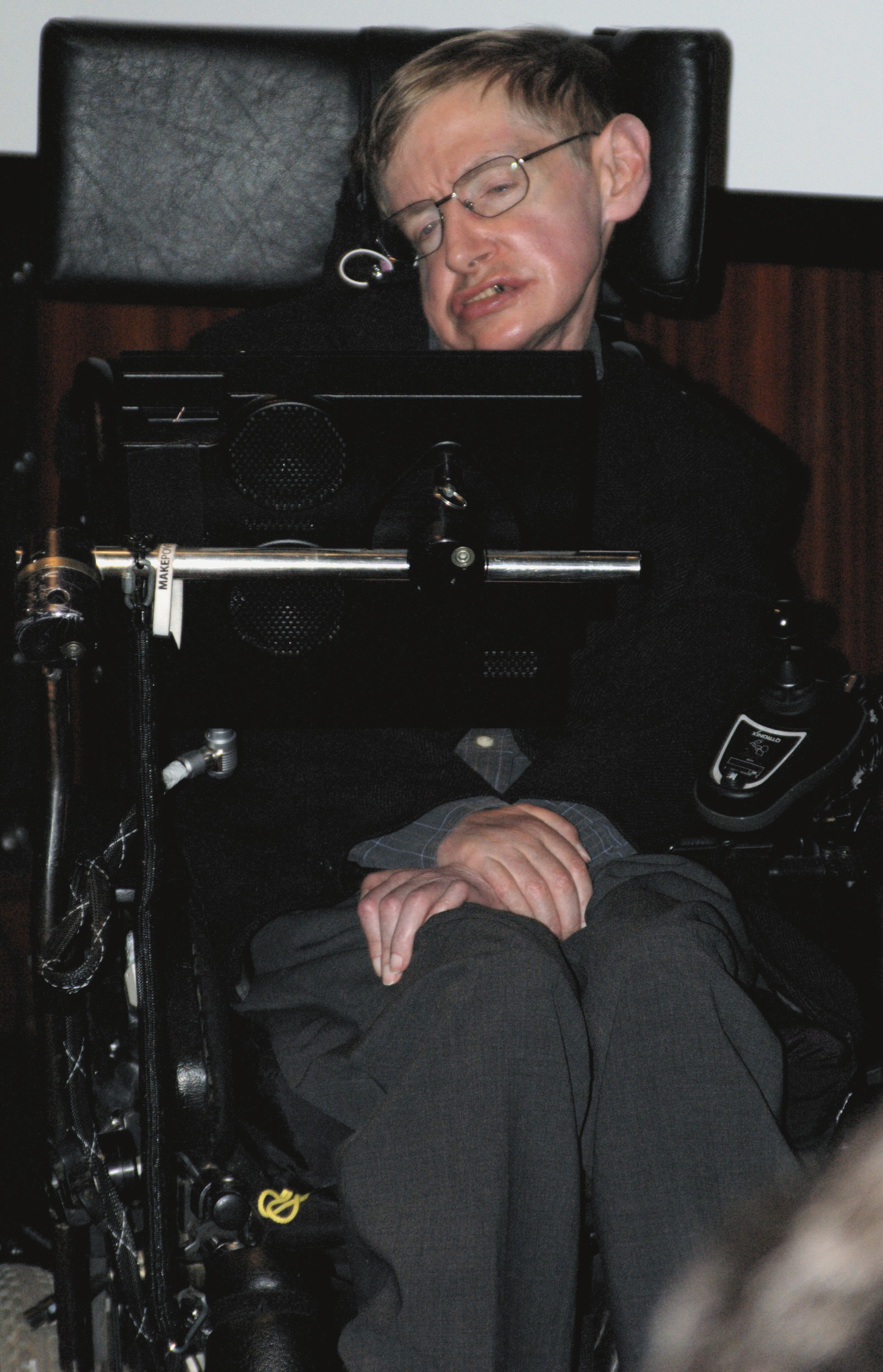
Stephen Hawking,
geboren in 1942

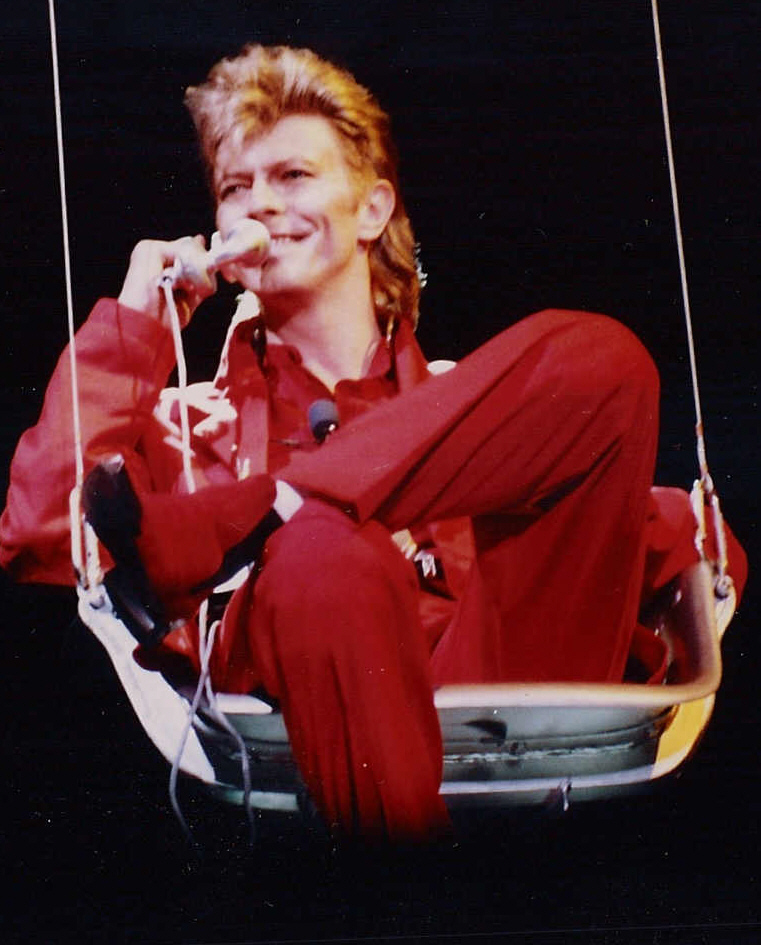
David Bowie,
geboren in 1947

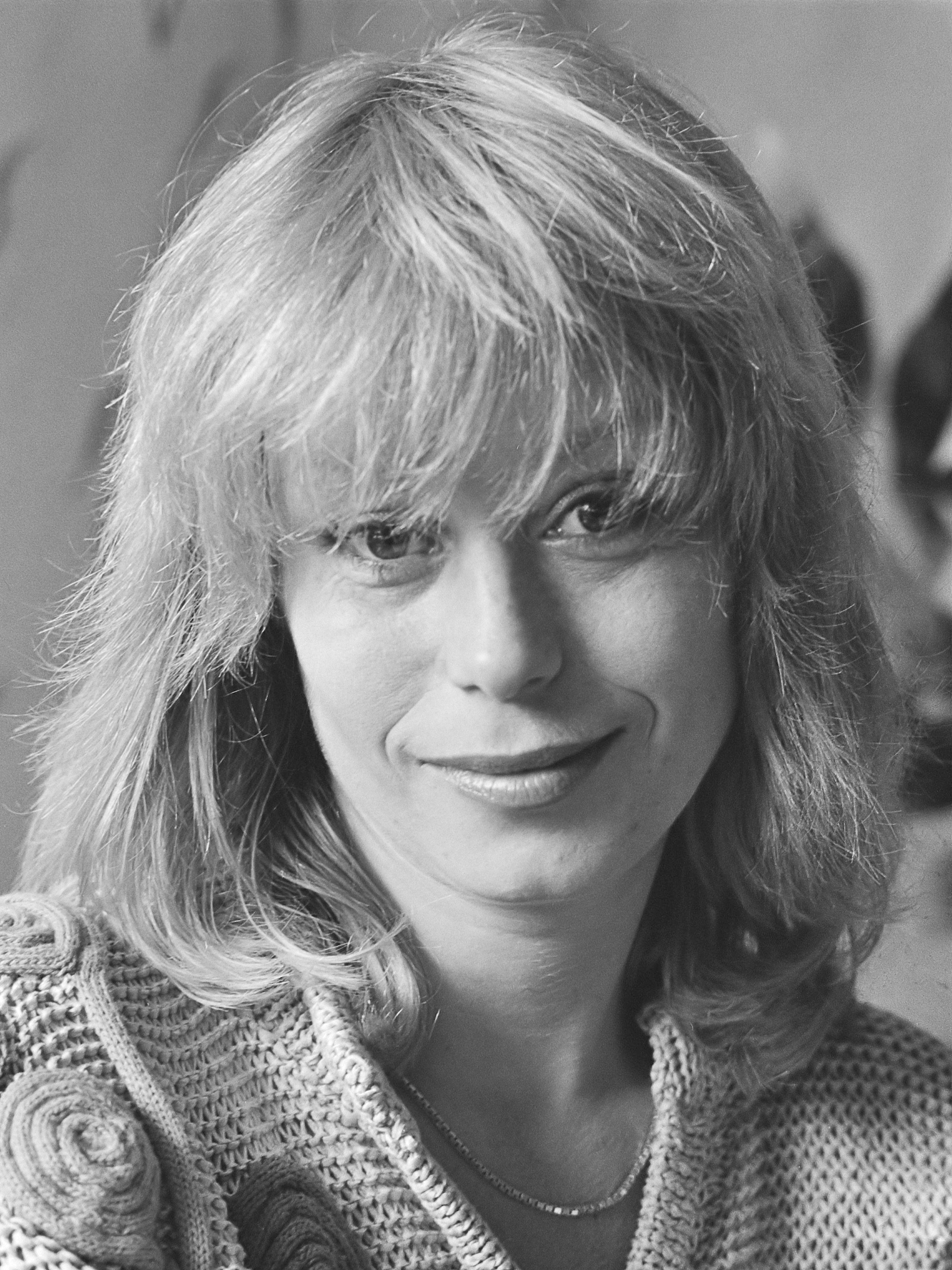
Leontien Ceulemans,
geboren in 1952

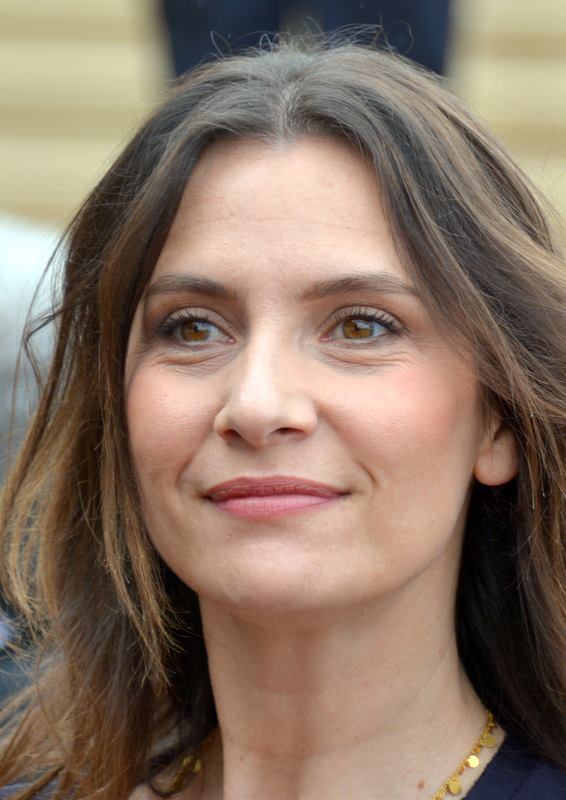
Géraldine Pailhas,
geboren in 1971

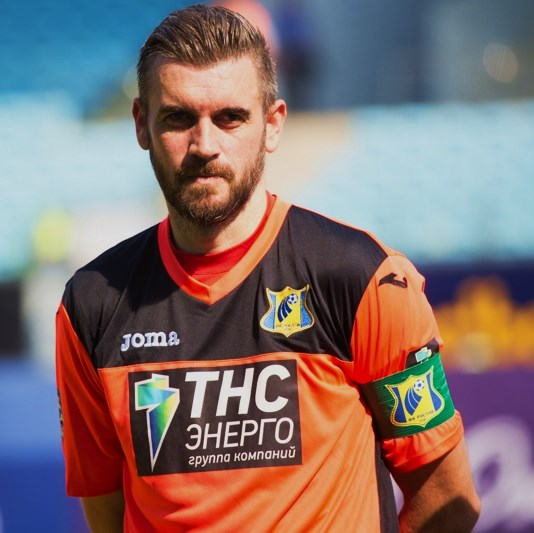
Stipe Pletikosa,
geboren in 1979

- 1587 - Jan Pieterszoon Coen, Nederlands koopman (overleden 1629)
- 1763 - Johann Jakob Roemer, Zwitsers arts, botanicus en entomoloog (overleden 1819)
- 1793 - Heinrich Gottlieb Ludwig Reichenbach, Duits zoöloog en botanicus (overleden 1879)
- 1823 - Alfred Russel Wallace, Brits bioloog (overleden 1913)
- 1836 - Lourens Alma Tadema, Engels kunstschilder (overleden 1912)
- 1849 - Otto Kahler, Oostenrijks arts (overleden 1893)
- 1851 - Gérard Leman, Belgisch generaal (overleden 1920)
- 1864 - Albert Victor van Clarence, oudste zoon van de Britse koning Eduard VII (overleden 1892)
- 1872 - Ivar Lykke, Noors politicus (overleden 1949)
- 1891 - Bronislava Nijinska, Russisch balletdanseres en choreografe (overleden 1972)
- 1894 - Maximiliaan Kolbe, Pools heilige, priester en martelaar in Auschwitz (overleden 1941)
- 1897 - Walther Hewitt, Surinaams landbouwkundige en politicus (overleden 1964)
- 1900 - Marian Einbacher, Pools voetballer (overleden 1943)
- 1902 - Georgi Malenkov, Sovjet-Russisch politicus (overleden 1988)
- 1902 - Carl Rogers, Amerikaans psycholoog (overleden 1987)
- 1903 - Robert D. Webb, Amerikaans filmregisseur (overleden 1990)
- 1906 - Sieuwert Bruins Slot, Nederlands journalist, politicus en verzetsstrijder (overleden 1972)
- 1908 - William Hartnell, Brits acteur (overleden 1975)
- 1909 - Willy Millowitsch, Duits toneelspeler (overleden 1999)
- 1912 - Lawrence Walsh, Amerikaans rechter en advocaat (overleden 2014)
- 1915 - Paul Meijer, Nederlands acteur (overleden 1989)
- 1920 - Abbey Simon, Amerikaans pianist (overleden 2019)
- 1921 - Cor du Buy, Nederlands tafeltennisser (overleden 2011)
- 1921 - Leonardo Sciascia, Italiaans schrijver en politicus (overleden 1989)
- 1922 - Harm Buiter, Nederlands bestuurder (overleden 2011)
- 1922 - Jan Nieuwenhuys, Nederlands kunstschilder (overleden 1986)
- 1923 - Kurt Salterberg, Duits militair (overleden 2023)
- 1924 - Ron Moody, Brits acteur (overleden 2015)
- 1925 - Bernardo Ruiz, Spaans wielrenner (overleden 2025)
- 1925 - Herman Tammo Wallinga, Nederlands historicus en hoogleraar (overleden 2018)
- 1928 - Jeen van den Berg, Nederlands schaatser (overleden 2014)
- 1928 - Luther Perkins, Amerikaans country-gitarist (overleden 1968)
- 1930 - Doreen Wilber, Amerikaans boogschutter (overleden 2008)
- 1932 - Vladlen Veresjtsjetin, Russisch hoogleraar, rechtsgeleerde en rechter (overleden 2024)
- 1934 - Jacques Anquetil, Frans wielrenner (overleden 1987)
- 1934 - Piet Dankert, Nederlands politicus (overleden 2003)
- 1934 - Georg Riedel, Tsjecho-Slowaaks-Zweeds muzikant (overleden 2024)
- 1935 - Elvis Presley, Amerikaans zanger (overleden 1977)
- 1937 - Shirley Bassey, Welsh zangeres
- 1939 - Manfred de Graaf, Nederlands acteur (overleden 2018)
- 1939 - John LaMotta, Amerikaans acteur (overleden 2014)
- 1939 - Jaime Laya, Filipijns minister en gouverneur van de Filipijnse Centrale Bank
- 1939 - Manuel de Solà-Morales Rubio, Spaans architect (overleden 2012)
- 1941 - Graham Chapman, Brits acteur en schrijver (overleden 1989)
- 1941 - Juozas Imbrasas, Litouws politicus
- 1942 - Stephen Hawking, Brits natuurkundige (overleden 2018)
- 1942 - Yvette Mimieux, Amerikaans actrice (overleden 2022)
- 1942 - Abram de Swaan, Nederlands socioloog
- 1942 - Spencer Wiggins, Amerikaans soul- en gospelzanger (overleden 2023)
- 1946 - Robby Krieger, Amerikaans gitarist
- 1947 - David Bowie, Brits popmusicus (overleden 2016)
- 1950 - Jos Hermens, Nederlands atleet en sportmanager
- 1950 - Rommy, Fries volkszanger (overleden 2007)
- 1952 - Leontien Ceulemans, Nederlands presentatrice en actrice (overleden 2022)
- 1953 - Roberto Mouzo, Argentijns voetballer
- 1954 - Jeanne Nyanga-Lumbala, Belgisch politica
- 1955 - Karl-Heinz Bußert, Oost-Duits roeier
- 1956 - Thomas Rosenboom, Nederlands schrijver
- 1957 - Ron Cephas Jones, Amerikaans acteur (overleden 2023)
- 1957 - Julio César Ribas, Uruguayaans voetballer en voetbalcoach
- 1958 - Marian Mudder, Nederlands actrice en schrijfster
- 1959 - Paul Hester, Australisch drummer (overleden 2005)
- 1959 - Pepi Reiter, Oostenrijks judoka
- 1960 - Fernando Astengo, Chileens voetballer en voetbalcoach
- 1961 - Keith Arkell, Brits schaker
- 1961 - Menno Boelsma, Nederlands kortebaanschaatser (overleden 2022)
- 1961 - Javier Imbroda, Spaans basketbalcoach en politicus (overleden 2022)
- 1961 - Calvin Smith, Amerikaans atleet
- 1964 - Ron Sexsmith, Canadees zanger
- 1965 - Nicolien Mizee, Nederlands schrijfster
- 1966 - Roger Ljung, Zweeds voetballer
- 1966 - Andrew Wood, Amerikaans muzikant (overleden 1990)
- 1967 - Hollis Conway, Amerikaans atleet
- 1967 - Małgorzata Foremniak, Pools actrice
- 1967 - R. Kelly, Amerikaans R&B-zanger
- 1967 - Kees Roorda, Nederlands toneelschrijver en regisseur
- 1968 - James Brokenshire, Brits politicus (overleden 2021)
- 1968 - Keiko Nakano, Japans golfster en professioneel worstelaar
- 1968 - Francis Severeyns, Belgisch voetballer
- 1969 - Cathy Berx, Belgisch juriste en politica
- 1969 - Carll Cneut, Belgisch tekenaar
- 1969 - Paola Pezzo, Italiaans mountainbikester
- 1970 - Tony Eccles, Engels darter
- 1970 - Mika Lehkosuo, Fins voetballer en voetbalcoach
- 1971 - Ed Janssen, Nederlands voetbalscheidsrechter
- 1971 - Jesper Jansson, Zweeds voetballer
- 1971 - Géraldine Pailhas, Frans actrice
- 1971 - Pascal Zuberbühler, Zwitsers voetballer
- 1973 - Lutricia McNeal, Amerikaans R&B-, soul- en popzangeres
- 1974 - Pieter Omtzigt, Nederlands politicus
- 1975 - Irene Kinnegim, Nederlands triatlete en atlete
- 1975 - Alex Turk, Nederlands striptekenaar
- 1976 - Jessica Leccia, Amerikaans actrice
- 1977 - Manuela Arcuri, Italiaans actrice
- 1977 - Francesco Coco, Italiaans voetballer
- 1977 - Melanie Seeger, Duits atlete
- 1977 - Myriam Tschomba, Belgisch atlete
- 1978 - Oleksandr Bilanenko, Oekraïens biatleet
- 1978 - Marco Fu, Chinees snookerspeler
- 1979 - Sipke Ernst, Nederlands schaker
- 1979 - Hanna Ljungberg, Zweeds voetbalster
- 1979 - Windell Middlebrooks, Amerikaans acteur (overleden 2015)
- 1979 - Wim Peters, Belgisch acteur
- 1979 - Stipe Pletikosa, Kroatisch voetbaldoelman
- 1979 - Sarah Polley, Canadees actrice en regisseur
- 1980 - Annett Böhm, Duits judoka
- 1980 - Lucia Recchia, Italiaans alpineskiester
- 1981 - Johan Clarey, Frans alpineskiër
- 1981 - Michael Creed, Amerikaans wielrenner
- 1981 - Sebastián Eguren, Uruguayaans voetballer
- 1981 - Virgil Spier, Nederlands atleet
- 1982 - Jonathan Cantwell, Australisch wielrenner en triatleet (overleden 2018)
- 1982 - Ronny Daelman, Belgisch acteur
- 1982 - John Utaka, Nigeriaans voetballer
- 1983 - Nicholas Chelimo, Keniaans atleet
- 1983 - Chris Masters, Amerikaans professioneel worstelaar
- 1984 - Kim Jong-un, Noord-Koreaans militair en politicus
- 1984 - Andrés González, Colombiaans voetballer
- 1984 - Lisa Lambe, Iers zangeres
- 1984 - Stephen Simpson, Zuid-Afrikaans autocoureur
- 1985 - Jaroslav Kulhavý, Tsjechisch mountainbiker
- 1985 - Elisabeth Pähtz, Duits schaakster
- 1986 - Alexander Becht, Duits acteur
- 1986 - Peng Shuai, Chinees tennisster
- 1986 - David Jiménez Silva, Spaans voetballer
- 1987 - Rob Dekay, Nederlands muzikant
- 1988 - Daniel Chávez, Peruviaans voetballer
- 1988 - Jirès Kembo Ekoko, Frans voetballer
- 1988 - Marius Kranendonk, Nederlands atleet
- 1988 - Adrián López, Spaans voetballer
- 1988 - Michael Mancienne, Engels voetballer
- 1988 - Lasse Nielsen, Deens voetballer
- 1988 - Jasper Vermeerbergen, Belgisch voetballer
- 1988 - Tobias Waisapy, Nederlands voetballer
- 1989 - Fabian Frei, Zwitsers voetballer
- 1989 - Dmitri Reiherd, Kazachs freestyleskiër
- 1990 - Scott Pye, Australisch autocoureur
- 1990 - Richard Stolte, Nederlands voetballer
- 1991 - Nikita den Boer, Nederlands atlete
- 1991 - Zachary Donohue, Amerikaans kunstschaatser
- 1991 - Tadd Fujikawa, Amerikaans golfer
- 1991 - Sarah Höfflin, Zwitsers freestyleskiester
- 1991 - Allan Marques Loureiro, Braziliaans voetballer
- 1992 - Patrik Carlgren, Zweeds voetballer
- 1992 - Koke, Spaans voetballer
- 1992 - Justin Murisier, Zwitsers alpineskiër
- 1993 - Tang Yi, Chinees zwemster
- 1994 - Riza Durmisi, Albanees-Deens voetballer
- 1996 - Obbi Oulare, Guinees-Belgisch voetballer
- 1996 - Emma Heesters, Nederlands zangeres
- 1997 - Fran Brodić, Kroatisch voetballer
- 1999 - Emilie Bragstad, Noors voetbalster
- 1999 - Damiano David, Italiaans zanger (Måneskin)
- 1999 - Jan Stöckli, Zwitsers wielrenner
- 1999 - Emilie Woldvik, Noors voetbalster
- 2000 - Juliette Bossu, Frans gymnaste
- 2001 - Lena Schilling, Oostenrijks activist en politicus
- 2006 - Katie Grimes, Amerikaans zwemster

## Overleden

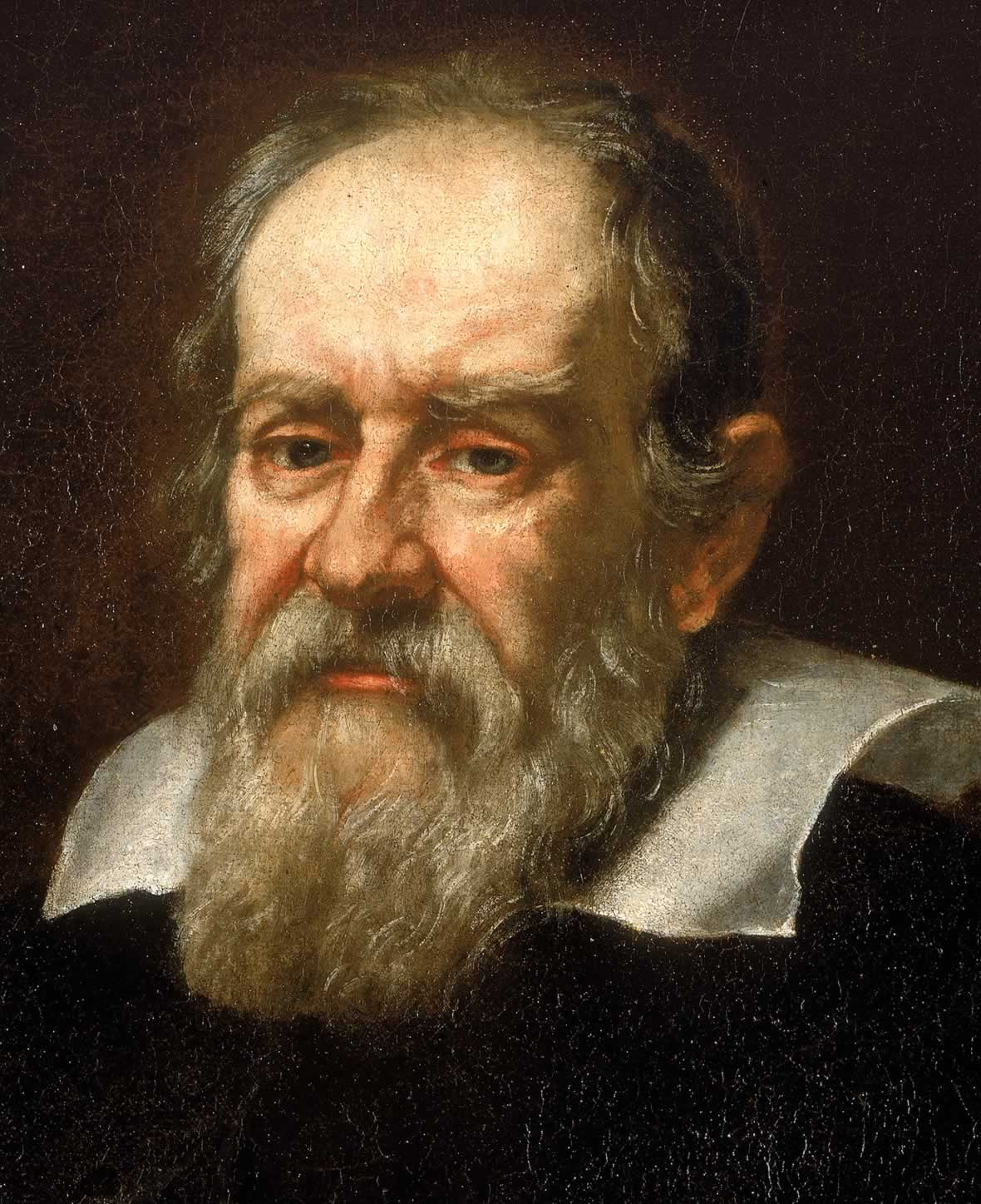
Galileo Galilei,
overleden in 1642

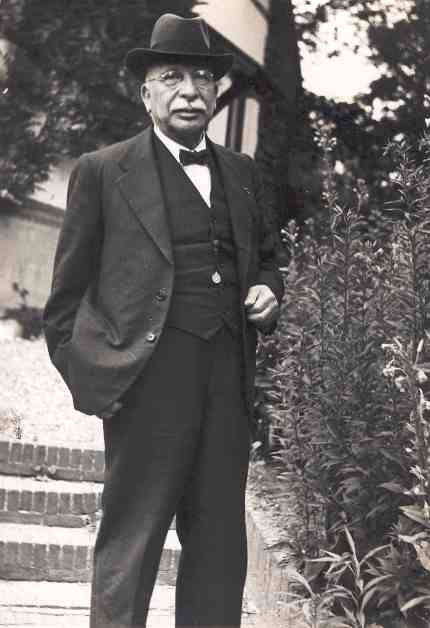
Jac. P. Thijsse,
overleden in 1945

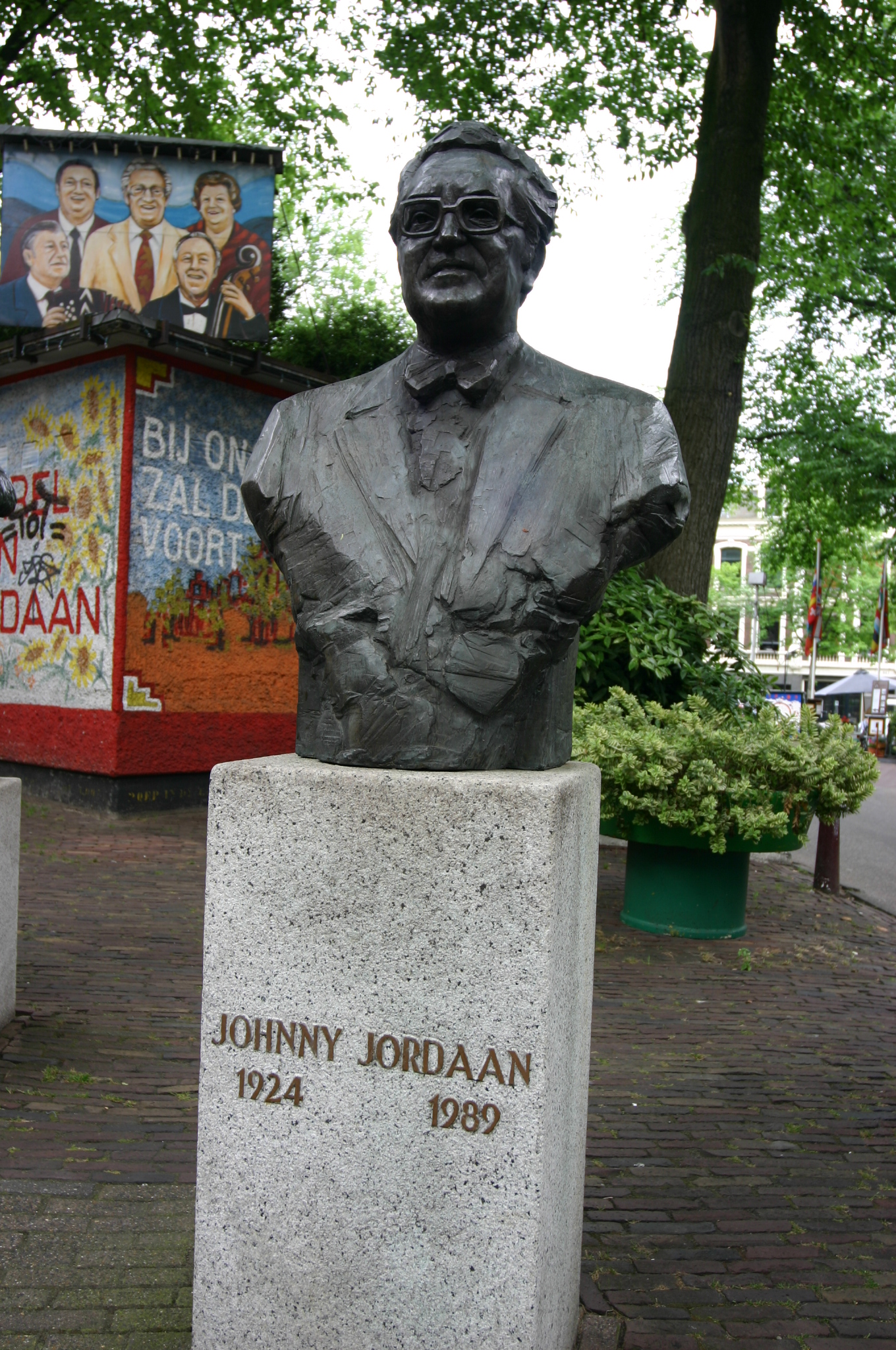
Johnny Jordaan,
overleden in 1989

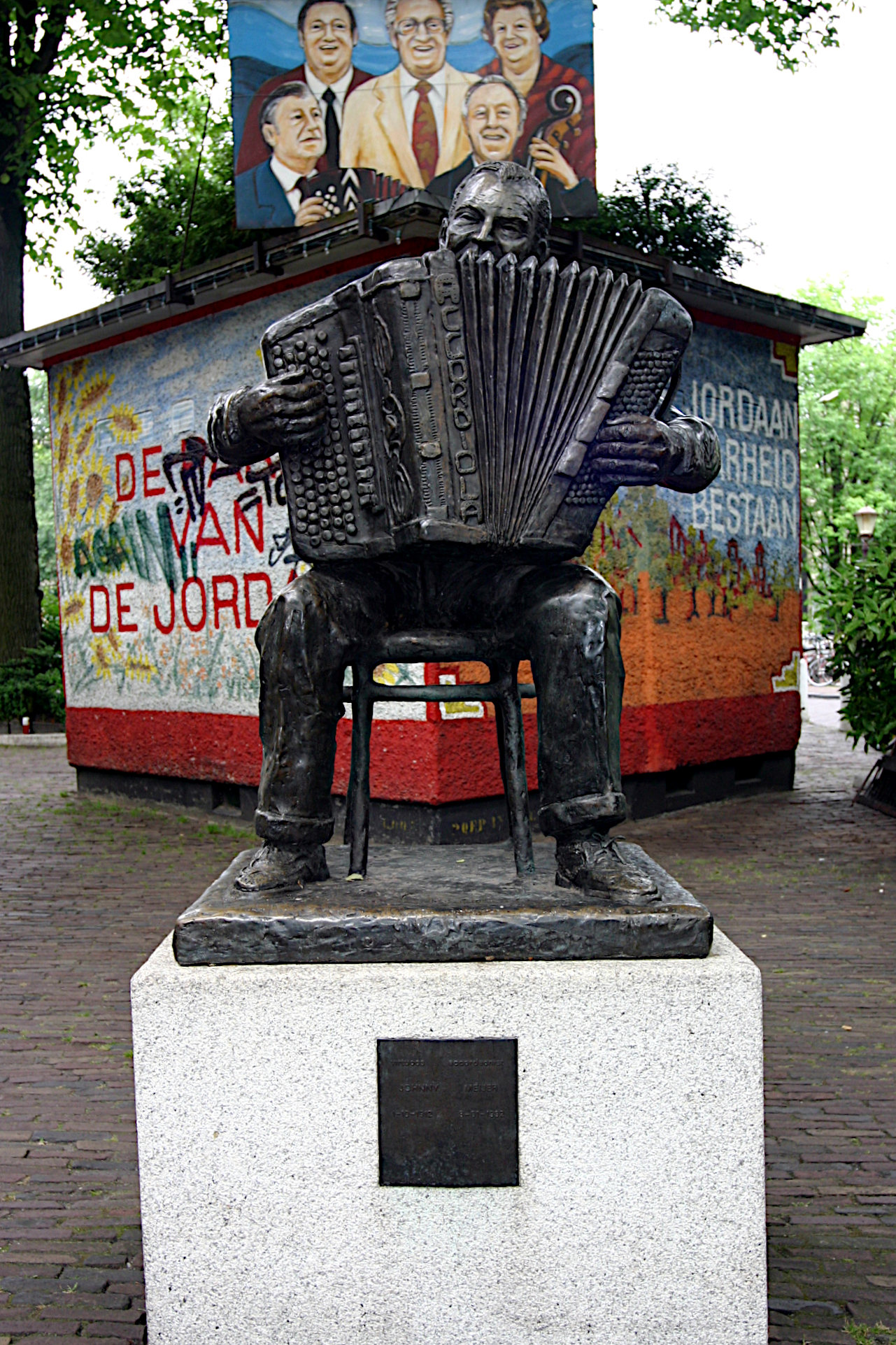
Beeld van Johnny Meijer,
overleden in 1992

- 1324 - Marco Polo (70), Venetiaans handelaar en ontdekkingsreiziger
- 1642 - Galileo Galilei (77), Italiaans natuurkundige
- 1814 - Hans Conrad Escher vom Luchs senior (70), Zwitsers politicus
- 1880 - Joshua Norton (60), kroonde zichzelf als Norton I, keizer van Amerika
- 1894 - Pierre-Joseph Van Beneden (84), Belgisch paleontoloog en zoöloog
- 1918 - Johannes Pääsuke (25), Estisch fotograaf en filmmaker
- 1939 - Charles Eastman (Ohiyesa) (80), Amerikaans auteur
- 1940 - Jef Toune (52), Belgisch kunstenaar
- 1941 - Robert Baden-Powell (83), Brits grondlegger van scouting
- 1945 - Jac. P. Thijsse (79), Nederlands natuurbeschermer, onderwijzer en leraar
- 1945 - Henri Vaes (68), Belgisch architect
- 1947 - Lambertus Zijl (80), Nederlands beeldhouwer en medailleur
- 1948 - Richard Tauber (56), Oostenrijks zanger
- 1949 - Elizabeth Lupka (46), Duits SS-lid
- 1957 - Josef Skupa (64), Tsjechisch poppenspeler
- 1958 - Mary Colter (88), Amerikaans architecte en designer
- 1958 - John Duff (62), Canadees autocoureur
- 1967 - Zbigniew Cybulski (39), Pools acteur
- 1967 - Josef Frank (81), Oostenrijks-Zweeds architect en designer
- 1969 - Elmar Kaljot (67), Estisch voetballer
- 1975 - Louis de Bourbon (66), Nederlands schrijver en dichter
- 1976 - Zhou Enlai (77), Chinees premier
- 1976 - Herman van der Horst (65), Nederlands filmregisseur, producent en scenarioschrijver
- 1979 - Victor Hubinon (54), Belgisch striptekenaar
- 1981 - Matthew Beard (56), Amerikaans acteur
- 1981 - Aleksandr Kotov (67), Russisch schaker
- 1982 - Daan de Groot (48), Nederlands wielrenner
- 1986 - Pierre Fournier (79), Frans cellist
- 1986 - Juan Rulfo (68), Mexicaans schrijver
- 1988 - Oscar Soetewey (62), Belgisch atleet
- 1989 - Johnny Jordaan (64), Amsterdams zanger
- 1990 - Georgie Auld (70), Amerikaans jazzsaxofonist, -klarinettist en bigbandleider
- 1990 - Jaime Gil de Biedma (60), Spaans dichter
- 1990 - Terry-Thomas (78), Brits acteur
- 1992 - Johnny Meijer (79), Amsterdams accordeonist
- 1992 - Simon van Trirum (69), Nederlands operazanger
- 1994 - Harry Boye Karlsen (73), Noors voetballer
- 1996 - François Mitterrand (79), president van Frankrijk
- 2001 - Paul Vanden Boeynants (79), Belgisch politicus
- 2002 - David McWilliams (56), Noord-Iers zanger, liedjesschrijver en gitarist
- 2002 - Albert Vermeij (77), Nederlands politiefunctionaris
- 2004 - Hal Shaper (72), Zuid-Afrikaans songwriter
- 2006 - Elson Becerra (27), Colombiaans voetballer
- 2006 - Joop van Elsen (89), Nederlands militair, politicus en verzetsstrijder
- 2006 - Stafke Fabri (71), Belgisch zanger
- 2006 - José Luis Sánchez (31), Argentijns voetballer
- 2007 - Yvonne De Carlo (84), Canadees-Amerikaans zangeres en actrice
- 2007 - David Ervine (53), Noord-Iers politicus
- 2007 - Karel Jansen (82), Nederlands voetballer en voetbal(vakbonds)bestuurder
- 2007 - Jelena Petoesjkova (66), Sovjet-Russisch amazone
- 2007 - Iwao Takamoto (81), Amerikaans tekenfilmmaker, televisieproducent en filmdirecteur
- 2007 - Jozef Wagner (93), Belgisch voetballer
- 2009 - Lasantha Wickramatunga (50), Sri Lankaans journalist
- 2010 - Piero De Bernardi (83), Italiaans scenarioschrijver
- 2010 - Tony Halme (47), Fins professioneel worstelaar, bokser, politicus, filmacteur, schrijver en zanger
- 2010 - Eugenie Kain (49), Oostenrijks schrijfster
- 2010 - Otmar Suitner (87), Oostenrijks dirigent
- 2011 - Jiří Dienstbier (73), Tsjechisch politicus
- 2011 - Ángel Pedraza (48), Spaans voetballer en voetbalcoach
- 2011 - Néstor Scotta (52), Argentijns voetballer
- 2011 - Thorbjørn Svenssen (86), Noors voetballer
- 2012 - Edarem (73), Amerikaans entertainer
- 2012 - Alexis Weissenberg (82), Bulgaars pianist
- 2013 - Cornel Pavlovici (69), Roemeens voetballer
- 2013 - Léon Povel (101), Nederlands hoorspel- en televisieregisseur
- 2014 - Antonino Roman (74), Filipijns politicus
- 2014 - Irma Schuhmacher (88), Nederlands zwemster
- 2014 - Jo Smeets (90), Nederlands burgemeester en politicus
- 2016 - Otis Clay (73), Amerikaans zanger
- 2016 - Alberto Gemerts (84), Surinaams zanger, bandleider, componist, arrangeur en producer
- 2016 - Piet Steenkamp (90), Nederlands politicus
- 2017 - Buddy Bregman (86), Amerikaans orkestleider, componist, arrangeur en regisseur
- 2017 - August Van Daele (72), Belgisch militair
- 2017 - Egbert van Hees (70), Nederlands tv-regisseur
- 2017 - James Mancham (77), Seychels staatsman
- 2017 - Rod Mason (76), Brits trompettist, kornettist en zanger
- 2017 - Zacharie Noah (79), Kameroens voetballer
- 2017 - Ruth Perry (77), president van Liberia
- 2017 - Ali Akbar Hashemi Rafsanjani (82), president van Iran
- 2017 - Peter Sarstedt (75), Brits singer-songwriter
- 2018 - Hans Aabech (69), Deens voetballer
- 2018 - Salvador Borrego (102), Mexicaans journalist en historicus
- 2018 - Juan Carlos García (29), Hondurees voetballer
- 2018 - Donnelly Rhodes (80), Canadees acteur
- 2018 - George Maxwell Richards (86), ex-president van Trinidad en Tobago
- 2019 - Antal Bolvári (86), Hongaars waterpolospeler
- 2019 - Lessie Brown (114), Amerikaans supereeuweling
- 2020 - Pilar van Bourbon (83), lid van de Spaanse koninklijke familie
- 2020 - Buck Henry (89), Amerikaans acteur, scenarioschrijver en televisieproducent
- 2022 - Truus Dekker (99), Nederlands actrice
- 2022 - Andrew Jennings (78), Brits onderzoeksjournalist en schrijver
- 2023 - Sietse Bosgra (87), Nederlands politiek activist
- 2023 - Roberto Dinamite (68), Braziliaans voetballer en politicus
- 2023 - Adriaan Vlok (85), Zuid-Afrikaans politicus
- 2024 - Carl-Erik Asplund (100), Zweeds schaatser
- 2024 - Guy Bonnet (78), Frans auteur, componist en zanger
- 2024 - Adan Canto (42), Mexicaans acteur
- 2024 - François Janssens (78), Belgisch voetballer
- 2025 - Fabio Cudicini (89), Italiaans voetballer
- 2025 - Neel van der Elst (68), Nederlands zangeres en presentatrice
- 2025 - Harlind Libbrecht (65), Belgisch musicus

## Viering/herdenking

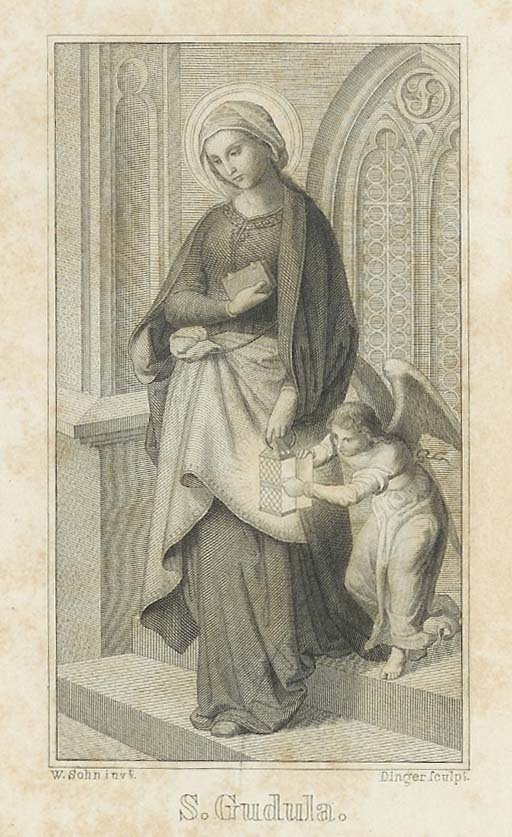
De Heilige Goedele

- Noordelijke Marianen: Commonwealth Day (1978)
- Rooms-katholieke kalender:
  - Heilige Goedele van Brussel († 712) - Gedachtenis (in Bisdom Gent en Aartsbisdom Mechelen-Brussel)
  - Heilige Severijn (Severinus van Noricum) († 482)
  - Heilige Peggy (Pega van Peakirk) († c. 714)
  - Heilige Laurentius Justiniani († 1456)
  - Heilige Erhard van Regensburg († c. 686)

## Weerextremen

### Nederland
| | Officiële records | Officiële records | Officiële records |      | Landelijke records | Landelijke records | Landelijke records   |
| Gebeurtenis | Jaar              | Extreem           | Locatie           | Jaar | Extreem            | Locatie            |                      |
| --- | ----------------- | ----------------- | ----------------- | ---- | ------------------ | ------------------ | -------------------- |
| Laagste etmaalgemiddelde temperatuur (°C) | 1985              | −9,7              | De Bilt           |      | 1985               | −13,5              | Maastricht           |
| Hoogste etmaalgemiddelde temperatuur (°C) | 2020              | 10,4              | De Bilt           |      | 2020               | 11,2               | Westdorpe            |
| Laagste minimumtemperatuur (°C) | 1985              | −18,3             | De Bilt           |      | 1985               | −24,2              | Deelen               |
| Hoogste minimumtemperatuur (°C) | 1989              | 8,3               | De Bilt           |      | 2020               | 9,5                | Wilhelminadorp       |
| Laagste maximumtemperatuur (°C) | 1997              | −6,3              | De Bilt           |      | 1947 1985          | −8,9               | Eelde Maastricht     |
| Hoogste maximumtemperatuur (°C) | 2011              | 12,0              | De Bilt           |      | 2007               | 12,9               | Westdorpe            |
| Hoogste uurgemiddelde windsnelheid (m/s) | 1920              | 17,0              | De Bilt           |      | 2005               | 23,0               | Huibertgat, Vlieland |
| Hoogste windstoot (m/s) | 1991              | 25,2              | De Bilt           |      | 1991               | 32,4               | De Kooy              |
| Langste zonneschijnduur (uur) | 1966              | 7,0               | De Bilt           |      | 2003               | 7,2                | Ell, Maastricht      |
| Langste neerslagduur (uur) | 1965              | 12,8              | De Bilt           |      | 1979               | 16,0               | Twenthe              |
| Hoogste etmaalsom van de neerslag (mm) | 1965              | 20,2              | De Bilt           |      | 2015               | 24,3               | Arcen                |
| Laagste etmaalgemiddelde relatieve vochtigheid (%) | 1966              | 63                | De Bilt           |      | 2018               | 55                 | Lauwersoog           |
| Laagste uurwaarde luchtdruk op zeeniveau (hPa) | 1948              | 977,0             | De Bilt           |      | 1908               | 972,0              | Vlissingen           |
| Hoogste uurwaarde luchtdruk op zeeniveau (hPa) | 1929              | 1043,2            | De Bilt           |      | 1929               | 1044,6             | Eelde                |
| Officiële records worden altijd gemeten op het KNMI-weerstation in De Bilt. Landelijke records kunnen worden gemeten op elk officieel KNMI-weerstation in Nederland. |                   |                   |                   |      |                    |                    |                      |

Uitzonderlijke gebeurtenissen
- 1943 - Officieel laagste minimumtemperatuur in °C van het jaar gemeten in De Bilt: −7,6
- 1985 - Officieel laagste minimumtemperatuur in °C van het jaar gemeten in De Bilt: −18,3
- 2024 - Landelijk laagste maximumtemperatuur in °C van het jaar gemeten in Maastricht: −1,9 (voorlopig)
- 2024 - Landelijk laagste maximumtemperatuur in °C van januari dit jaar gemeten in Maastricht: −1,9 (voorlopig)
- 2024 - Eerste landelijke ijsdag van het jaar gemeten in Arcen, Deelen, Eindhoven, Ell, Hupsel, Maastricht, Twenthe, Volkel, Westdorpe en Woensdrecht (maximumtemperatuur < 0 °C op een officieel weerstation)
- 2024 - Eerste landelijke dag van het jaar met matige vorst gemeten in Maastricht (minimumtemperatuur < −5 °C op een officieel weerstation)

### België
Dagrecords
- 1861 - Laagste etmaalgemiddelde temperatuur −13,4 °C
- 1877 - Hoogste etmaalgemiddelde temperatuur 10,7 °C
- 1861 - Laagste minimumtemperatuur −17,3 °C
- 1877 - Hoogste maximumtemperatuur 13 °C
- 1904 - Hoogste etmaalsom van de neerslag 22,3 mm

Uitzonderlijke gebeurtenissen
- 1940 - Enige vorstvrije dag in januari in Ukkel.
- 1985 - Minimumtemperatuur in Kempen tot −22,8 °C in Kleine-Brogel (Peer) en tot −25,4 °C in Rochefort.

<< · 1 · 2 · 3 · 4 · 5 · 6 · 7 · 8 · 9 · 10 · 11 · 12 · 13 · 14 · 15 · 16 · 17 · 18 · 19 · 20 · 21 · 22 · 23 · 24 · 25 · 26 · 27 · 28 · 29 · 30 · 31 · >>